# QQ旋风
QQ旋风是腾讯公司开发的一款下载工具，该软件的前身为超级旋风，功能与迅雷、快车等下载软件类似。它支持HTTP、FTP、BitTorrent、eDonkey网络等协议的的资源下载，同时提供资源搜索、离线下载等增值功能。
2017年8月3日，QQ旋风项目组在官网发布《QQ旋风下线公告》，宣布项目将于2017年9月6日停止运营，软件、网站已停止提供，增值功能将停止服务。

## 系统要求
支持Microsoft Windows 2000、Windows XP、Windows Vista、Windows 7、Windows 8操作系统。